# Bou Salem
Ne doit pas être confondu avec Souk El Khemis (Bouira).
Bou Salem (arabe : بوسالم) est une ville du Nord-Ouest de la Tunisie, entre Béja et Jendouba.
Rattachée au gouvernorat de Jendouba, elle constitue une municipalité comptant 21 638 habitants en 2014 ; elle est entourée par plusieurs villages tels que La Redhaouna, Dzira, Touatiya, Le Somran, El Mina ou Balta.
À l'époque romaine, Bou Salem est le site d'un domaine impérial, le saltus burunitanus, une importante inscription latine ayant été retrouvée à trois kilomètres de l'actuelle agglomération ; elle montre les colons du domaine impérial adresser une pétition à l'empereur Commode pour se plaindre de la corruption du procurateur du domaine, des fermiers et de la violence des soldats.
La ville est nommée Souk El Khemis (« marché du jeudi ») jusqu'en 1966, en relation avec le grand marché hebdomadaire organisé dans ce qui était un bourg agricole. Située dans la vallée de la Medjerda, sa principale activité économique est en effet l'agriculture.